# Mariano Zabaleta
Mariano Zabaleta (Tandil, 1978. február 28. –) profi argentin teniszező, 1996-ban kezdte meg pályafutását. Legjobb Grand Slam-eredménye egy negyeddöntő volt a US Openen, 2001-ben. Három ATP-tornát nyert. Legjobb ütése a tenyeres, és kedvenc borítása a salak.

## ATP-címei
| Összesítés                                            | Összesítés |
| ----------------------------------------------------- | ---------- |
| Grand Slam-torna                                      | (0)        |
| ATP World Tour Masters 1000 / ATP Masters Series      | (0)        |
| ATP World Tour 500 Series / International Series Gold | (0)        |
| ATP World Tour 250 Series / International Series      | (3)        |
| ATP World Tour Finals / Tennis Masters Cup            | (0)        |

| No. | Dátum             | Torna  | Borítás | Ellenfél a döntőben | Döntő eredménye |
| 1.  | 1998. november 2. | Bogotá | Salak   | Ramón Delgado       | 6–4 6–4         |
| 2.  | 2003. július 7.   | Bastad | Salak   | Nicolás Lapentti    | 6–3 6–4         |
| 3.  | 2004. július 5.   | Bastad | Salak   | Gastón Gaudio       | 6–1 4–6 7–6     |